# ドリームランド (2019年の映画)
『ドリームランド』（Dreamland）は2019年のアメリカ合衆国のスリラー映画。監督はマイルズ・ジョリス＝ペイラフィット。出演はマーゴット・ロビーとフィン・コールなど。1930年代半ばの米国テキサス州を舞台に、強盗殺人容疑で指名手配中の女性と17歳の少年の関係を描いている。

## ストーリー
1930年代、テキサス州の田舎町。エヴァンス一家は世界恐慌と頻繁に発生する砂嵐に苦しめられており、長男のユージンは町を離れる機会を窺っていた。そんなある日、ユージンは怪我を負った女性を発見した。その女性の顔を見た瞬間、ユージンは驚愕した。と言うのも、その女性は銀行強盗と殺人罪で指名手配中の凶悪犯、アリソン・ウェルズだったからである。
ユージンは「こいつを保安官に突き出せば懸賞金2万ドルが手に入る。それだけあれば町を出られる」と内心喜んだが、アリソンの手当てをしているうちに、心境の変化が訪れた。ユージンはいつの間にかアリソンに惹かれてしまったのである。アリソンはユージンから向けられた好意を利用し、ユージンを自身の逃亡に利用する。
はじめは幼さも見え隠れしていたユージンだが、アリソンとの逃避行を経て大人の男らしいふるまいをするようになる。アリソンもユージンの成長を認めたことで、ユージンはアリソンで筆おろしをして心身ともに"大人の男"に成長するのだった。

## キャスト
- アリソン・ウェルズ: マーゴット・ロビー
- ユージン・エヴァンス: フィン・コール（英語版）
- ジョージ・エヴァンス: トラヴィス・フィメル
- ペリー・モントロイ: ギャレット・ヘドランド
- オリヴィア・エヴァンス: ケリー・コンドン
- フィービー・エヴァンス: ダービー・キャンプ（英語版）
  - 成長したフィービー・エヴァンス（本作の語り手）: ローラ・カーク
- ジョン・ベイカー: ハンス・クリストファー

## 製作
ニコラース・ツヴァルトが執筆した本作の脚本は2015年にブラックリスト入りを果たしていた。2017年5月10日、マーゴット・ロビーが本作のプロデューサー・主演を務めることになったと報じられた。10月13日、フィン・コール、トラヴィス・フィメル、ダービー・キャンプ、ケリー・コンドンがキャスト入りした。同月、本作の主要撮影がニューメキシコ州で始まった。

## 公開・マーケティング
2019年4月28日、本作はトライベッカ映画祭でプレミア上映された。2020年9月8日、ヴァーティカル・エンターテインメントが本作の全米配給権を、パラマウント映画が本作のDVD発売権を獲得したと報じられた。10月22日、本作のオフィシャル・トレイラーが公開された。

## 評価
本作に対する批評家の評価は平凡なものに留まっている。映画批評集積サイトのRotten Tomatoesには58件のレビューがあり、批評家支持率は60%、平均点は10点満点で5.8点となっている。サイト側による批評家の見解の要約は「『ドリームランド』のストーリーはどうにも締まりがない。しかし、主演のマーゴット・ロビーの好演がその欠点を相殺している。」となっている。また、Metacriticには12件のレビューがあり、加重平均値は57/100となっている。